# Blu di Persia
Blu di Persia è la tonalità di blu mostrata nella paletta a destra in alto.
Il primo utilizzo che si ricordi del termine per indicare tale colore risale al 1669.

## Indaco di Persia
Indaco di Persia (o Blu di Persia scuro) è la tonalità di colore mostrata nella paletta a destra al centro.
Il primo utilizzo che si ricordi del termine per indicare tale colore risale al 1912.

## Blu di Persia medio
Blu di Persia medio è la tonalità di colore mostrata nella paletta a destra in basso.
Il primo utilizzo che si ricordi del termine per indicare tale colore risale al 1955.

## Curiosità
Blu di Persia è il nome di un sale i cui granuli presentano la colorazione Blu di Persia in seguito alla presenza di silvinite.
Conosciuto anche come blu di riscontro o tinta di riscontro, il blu di Persia viene utilizzato in Meccanica di precisione nelle operazioni di rettifica di piani al fine di dare, appunto, un riscontro riguardo al materiale da asportare durante la lavorazione per rendere il particolare piano.

## Confronto dei blu di Persia
- Blu di Persia medio (Hex: #0067A5) (RGB: 0, 103, 165)
- Blu di Persia (Hex: #1C39BB) (RGB: 28, 57, 187)
- Indaco di Persia (Hex: #32127A) (RGB: 50, 18, 122)